# Watch Out (Alex Gaudino)
Watch Out è un singolo del produttore italiano Alex Gaudino, pubblicato il 28 gennaio 2008. Il brano vede la collaborazione della cantante britannica Shena per la componente vocale.

## Video musicale
Nel video si vedono Alex Gaudino e un suo amico che giocano con una console ad una partita di calcio. Le giocatrici iniziano facendo alcuni esercizi preparatori per poi iniziare la partita vera e propria. Alla fine della partita, che vede la sconfitta di Gaudino, i due giocatori si stringono la mano. Le calciatrici sono  le modelle Amy Perfect e Sophie Burles.

## Tracce
CD-Maxi (Ministry Of Sound MOSCD5055)
1. Watch Out (Radio Edit) – 2:59
2. Watch Out (Extended Mix) – 7:16
3. Watch Out (Nari & Milani Remix) – 6:49
4. Watch Out (Jason Rooney Remix) – 7:41

CD-Single (Spinnin' SPCDS10222)
1. Watch Out (UK Radio Edit) – 2:56
2. Watch Out (Mac Project Remix) – 6:24
3. Watch Out (Nari & Milani Remix) – 6:47
4. Watch Out (Robbie Rivera Remix) – 7:19
5. Watch Out (UK Club Mix) – 7:12

## Classifiche
| Classifiche (2008) | Posizione massima |
| ------------------ | ----------------- |
| Belgio (Fiandre)   | 52                |
| Belgio (Vallonia)  | 59                |
| Irlanda            | 23                |
| Italia             | 31                |
| Paesi Bassi        | 12                |
| Regno Unito        | 16                |